# Каспарс Герхардс
Каспарс Герхардс (латис. Kaspars Gerhards) — латвійський політик, член партій «Вітчизні і свободі/РННЛ» (2008—2011), Національний альянс (від 2011). Міністр економіки Латвії (2007—2009), Міністр транспорту (2009—2010). З 2014 по 2019 рік— Міністр охорони навколишнього середовища і регіонального розвитку Латвії. З січня 2019 року — Міністр аграрної політики Латвії.

## Нагороди
- орден Трьох зірок
- орден князя Ярослава Мудрого III ступеня (2008) — за вагомий особистий внесок у розвиток українсько-латвійського співробітництва[4];